# Michaił Gołowkow
Michaił Nikołajewicz Gołowkow (kaz. i ros. Михаил Николаевич Головков; ur. 10 sierpnia 1936, zm. 22 grudnia 1996) – kazachski naukowiec i polityk; w latach 1990–1996 deputowany do Rady Najwyższej Republiki Kazachstanu XII i XIII kadencji, od 30 stycznia 1996 roku deputowany do Mażylisu Parlamentu Republiki Kazachstanu I kadencji; kandydat nauk technicznych (odpowiednik polskiego stopnia doktora), docent Ust-Kamienogorskiego Instytutu Budowlano-Drogowego. Temat jego pracy dyplomowej z 1963 roku brzmiał: Porównanie odporności na szum dwóch metod kodowania. Należał do Komsomołu, związków zawodowych, odbył służbę w wojsku.